# Troisième circonscription de la préfecture de Miyagi
La troisième circonscription de la préfecture de Miyagi (宮城県第3区, Miyagi-ken dai-san-ku) est l'une des cinq circonscriptions législatives que compte la préfecture de Miyagi au Japon.

## Description géographique
Depuis 1994, la troisième circonscription de la préfecture de Miyagi regroupe les villes de Shiroishi, Natori, Kakuda et Iwanuma et les districts de Katta, Shibata, Igu et Watari,. Elle comprenait également une partie de l'arrondissement de Taihaku de la ville de Sendai entre 2017 et 2022,.

## Députés
| Législature | Début de mandat | Fin de mandat | Député élu               | Parti politique | Parti politique |
| ----------- | --------------- | ------------- | ------------------------ | --------------- | --------------- |
| 41e         | 1996            | 2000          | Hiroshi Mitsuzuka        |                 | PLD             |
| 42e         | 2000            | 2003          | Hiroshi Mitsuzuka        |                 | PLD             |
| 43e         | 2003            | 2005          | Akihiro Nishimura        |                 | PLD             |
| 44e         | 2005            | 2009          | Akihiro Nishimura        |                 | PLD             |
| 45e         | 2009            | 2012          | Kiyohito Hashimoto (ja)  |                 | PDJ             |
| 46e         | 2012            | 2014          | Akihiro Nishimura        |                 | PLD             |
| 47e         | 2014            | 2017          | Akihiro Nishimura        |                 | PLD             |
| 48e         | 2017            | 2021          | Akihiro Nishimura        |                 | PLD             |
| 49e         | 2021            | 2024          | Akihiro Nishimura        |                 | PLD             |
| 50e         | 2024            | -             | Tsuyoshi Yanagisawa (ja) |                 | PDC             |